# Frans van Bern
Frans Nicolaas van Bern (Wijk bij Duurstede, 30 september 1786 - Zeist,  16 augustus 1851), was grootgrondbezitter en burgemeester van Zeist, Driebergen, Sterkenburg en lid van Provinciale Staten van Utrecht.
Frans Nicolaas was de zoon van de burgemeester van Wijk bij Duurstede Nicolaas van Bern (1742 - 1819) en Jannetje van Dam (1752 - 1800). Frans van Bern trouwde in 1814 in Purmerend met Johanna Maria van Mariënhoff (1790 - 1815), een dochter van dominee Jacobus van Mariënhoff en Anna Maria Wolterbeek. Frans en Johanna kregen in 1815 een dochter: Johanna Maria Clasina. Na het overlijden van zijn vrouw trouwde Frans van Bern op 12 juni 1834 met Jacoba Anna van Goor Hinloopen (1796 - 1880). Jacoba was een dochter van Cornelis van Goor Hinlo(o)pen en van Clara Elisabeth Walbeek. Het huwelijk met Jacoba bleef kinderloos.

## Functies
Op 12 oktober 1805 werd Frans van Bern in Utrechts ingeschreven als theologiestudent, maar hij heeft waarschijnlijk die studie niet afgemaakt.
Nadat hij op 20 september 1806 werd benoemd als adjunct-schout, volgde in 1812 de benoeming tot secretaris van de heerlijkheid Zeist. Van 1806 tot 1811 was hij schout van de ambachtsheerlijkheid Cattenbroek bij Zeist. Ook werd hij schout en secretaris van de ambachtsheerlijkheden Sterkenburg, Driebergen en Rijsenburg. In 1811 volgde een benoeming als 'maire' van Zeist, van 1814 tot 1850 mocht hij zich burgemeester van Zeist noemen. In de raadzaal van het gemeentehuis van Zeist hangt een schilderij met zijn beeltenis. In 1816 werd hij tevens burgemeester van Driebergen en Sterkenburg. In 1847 verruilde hij dat burgemeesterschap voor het lidmaatschap van Provinciale Staten van Utrecht.

## Grootgrondbezitter
Rond 1800 gaf Van Bern opdracht tot de bouw van de hofstede De Wildkamp in Wijk bij Duurstede. Meerdere huizen en landgoederen aan de Utrechtseweg in Zeist werden zijn eigendom. Zo kocht hij aan die weg in 1814 van zijn oom Wouter van Dam het huis Welgelegen aan de Utrechtseweg om zelf in te wonen.
Van 1807 tot 1837 was hij eigenaar van het landgoed Scharreweijde dat hij verhuurde en later verkocht aan J.W. van Loon. In 1820 kocht hij het huis Blanda zijn eigendom. In 1829 verkocht hij als burgemeester een stuk sparrenbos aan de Bergweg in Zeist met de bestemming begraafplaats.
Van Bern liet in 1831 een dubbele grafkelder bouwen, waarin voor zichzelf en zijn tweede echtgenote. In de kelder liggen ook Wijnanda Anna van Dam, Willem ter Plecht en Clara Elisabeth van Dam-van Goor Hinloopen.